# (8631) 1981 EK41
(8631) 1981 EK41 — астероїд головного поясу, відкритий 2 березня 1981 року.
Тіссеранів параметр щодо Юпітера — 3.615.